# Kozlíkovité
Kozlíkovité (Valerianaceae) je bývalá čeleď rostlin z řádu štětkotvarých. V současné taxonomii (systém APG III) jsou všechny rody této čeledi součástí široce pojaté čeledi zimolezovité (Caprifoliaceae). Kozlíkovité jsou byliny nebo řidčeji keře a jsou téměř kosmopolitně rozšířené.

## Výskyt
Rostliny z čeledi kozlíkovitých se vyskytují téměř po celém světě od pásma mírného až po tropické, chybějí pouze v Austrálii, v tropické Africe a na Madagaskaru. Nejvíce druhů roste v okolí Středozemního moře a v Jižní Americe v Andách. Jsou to převážně mezofyty a helofyty.
V České republice se vyskytují celkem tři rody: kozlík, kozlíček a mavuň, celkem v 11 druzích.

## Popis
Jednoleté až vytrvalé rostliny s přímými, vidličnatě rozvětvenými lodyhami, které vyrůstají z kořenů nebo oddenků, převážně silně aromatických. Listy jsou bez palistů, přízemní nebo lodyžní a bývají různotvaré, od celistvých až po násobně zpeřené.
Rostliny jsou dvoudomé, zřídka jednodomé nebo mnohomanželné. Květy bývají jednopohlavné, výjimečně oboupohlavné a jsou seskupeny do vrcholičnatých květenství. Kalich je u mnoha rodů v době kvetení nezřetelný, dorůstá až při dozrávání plodů. Pětičetná koruna, bílé nebo narůžovělé barvy, mívá tvar trubkovitý nebo zvonkovitý. Jedna až čtyři tyčinky, vespod přirostlé ke koruně, nejsou uspořádány souměrně. Spodní třípouzdrý semeník srostlý ze tři plodolistů má dvě pouzdra bez vajíček, jediná čnělka je 3 až 5laločná. Pylová zrna mají 3 nebo 4 kolpátní nebo kolporátní apertury. Květy opyluje hmyz. Plody jsou jednosemenné nažky rozličných tvarů, vytrvalý kalich vytváří chmýr nebo blanitý obal.
Esenciálních látek kořenů některých druhů kozlíkovitých se používá v lékařství nebo k aromaterapií.

## Taxonomie
Čeleď kozlíkovitých zahrnovala celkem 15 rodů a přes 300 druhů:
- Aligera, Aretiastrum, Astrephia, Belonanthus, Centranthus, Fedia, Nardostachys, Patrinia, Phuodendron, Phyllactis, Plectritis, Pseudobetckea, Stangea, Valeriana, Valerianella.[3]

## Druhy rostoucí v Česku

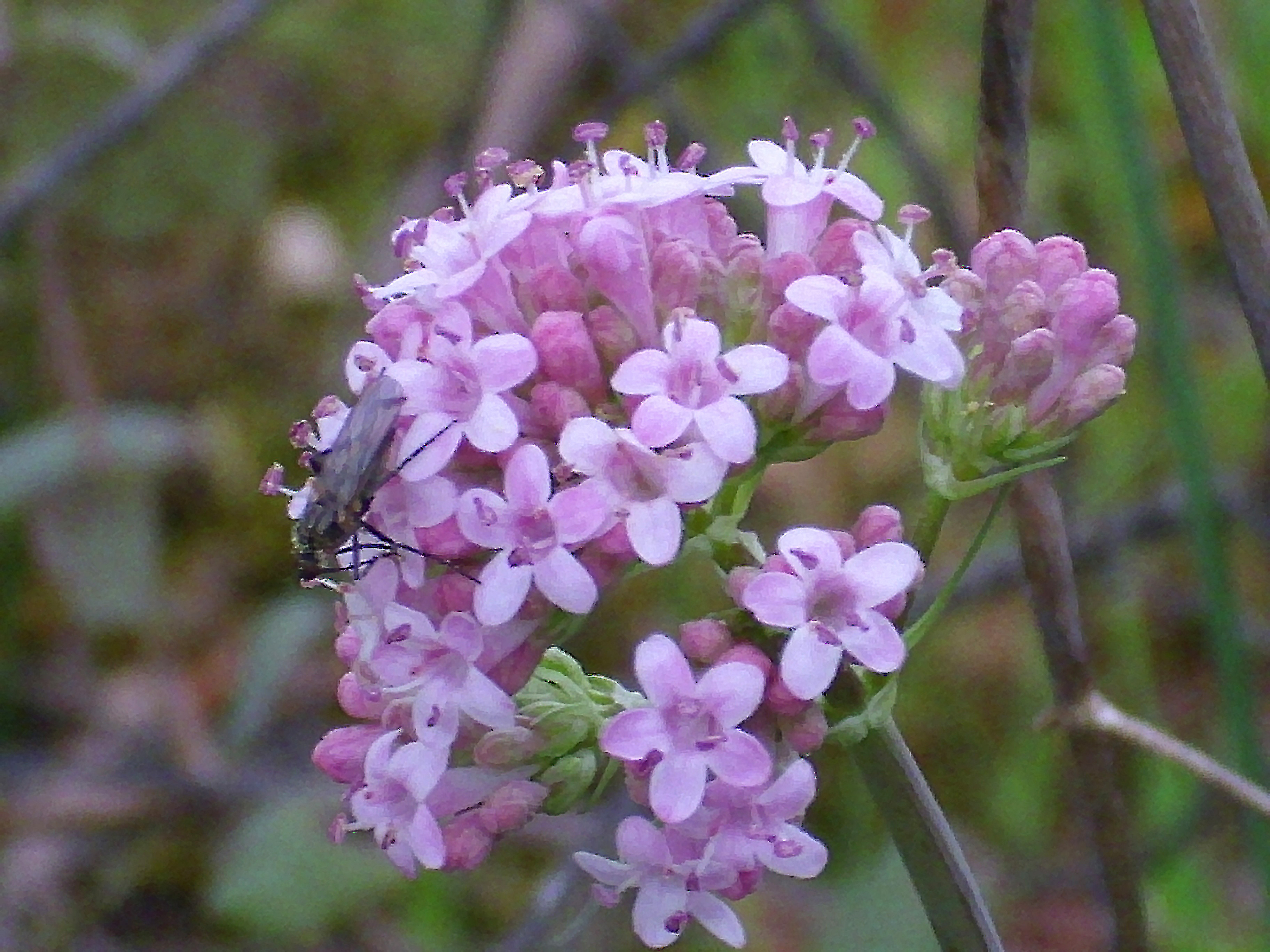
Kozlík hlíznatý
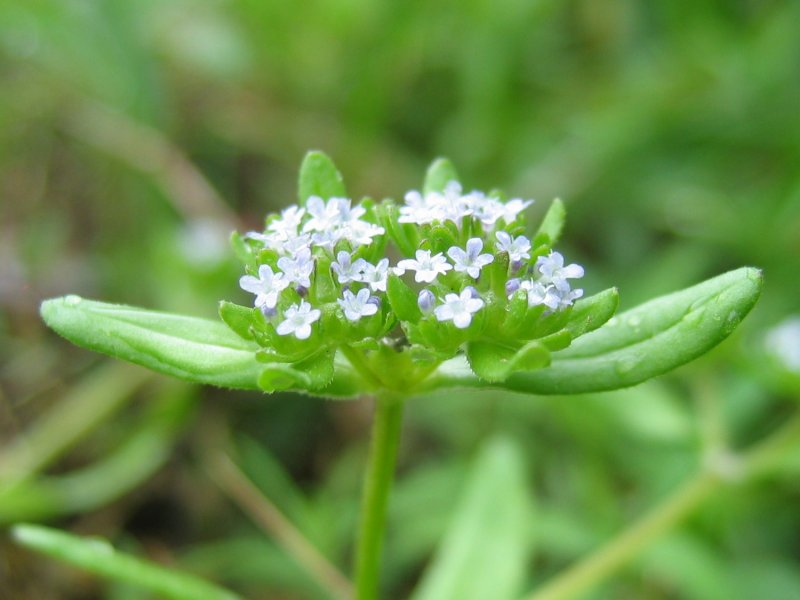
Kozlíček polní
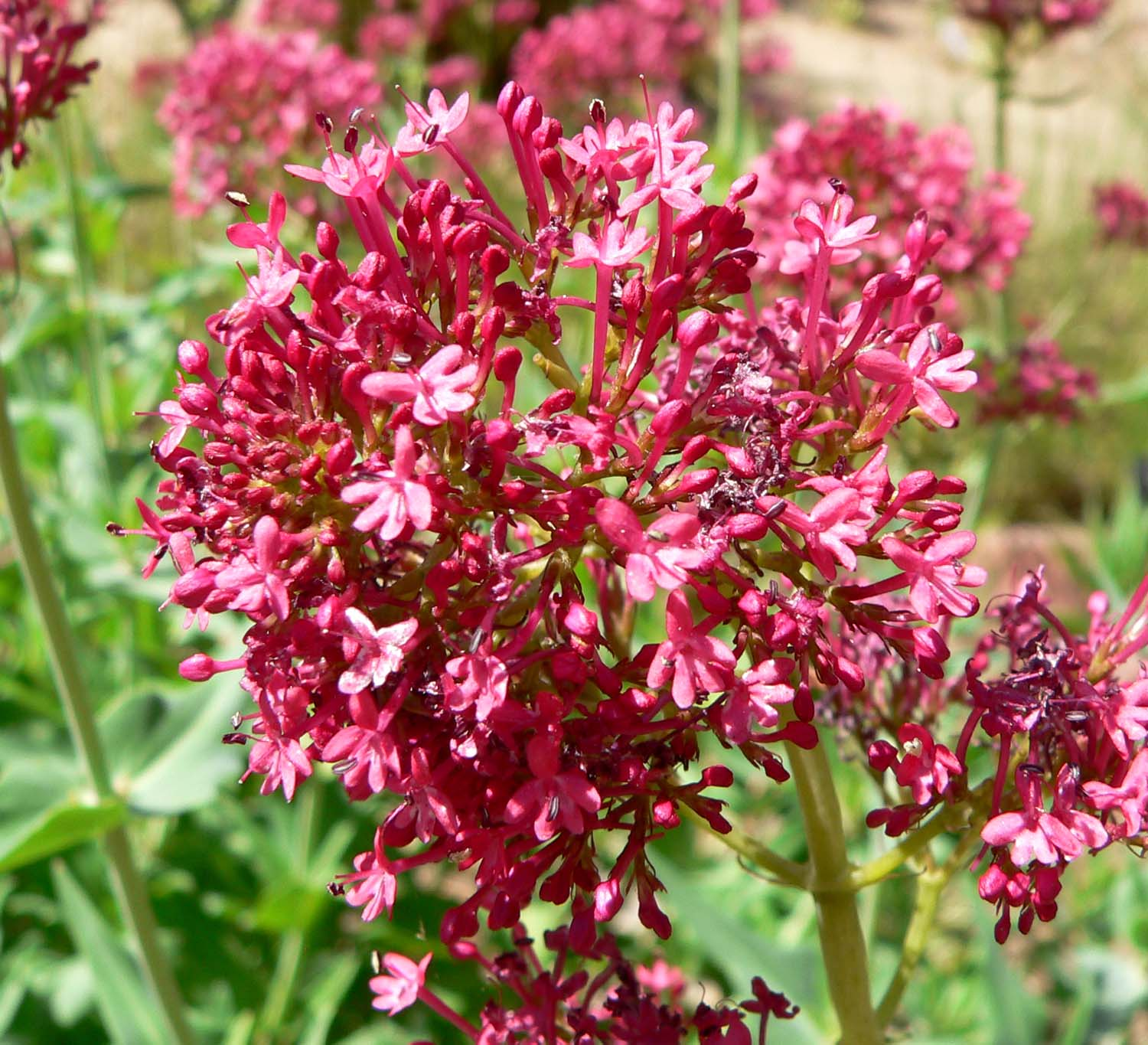
Mavuň červená